# Elias Debesa
Elias Debesa (5 febbraio 1980) è un calciatore eritreo, difensore del Proline Buikwe.

## Carriera

### Club
Ha giocato nel campionato dello Yemen con lo Shabab Al-Jeel e in quello dell'Uganda con Nalubaale Buikwe e Proline Buikwe.

### Nazionale
Ha debuttato con la Nazionale eritrea nel 1999. Il 10 ottobre 2003 gioca Sudan-Eritrea (3-0) valevole per le qualificazioni ai Mondiali 2006.